# Ferrero Rocher

Produktlogo

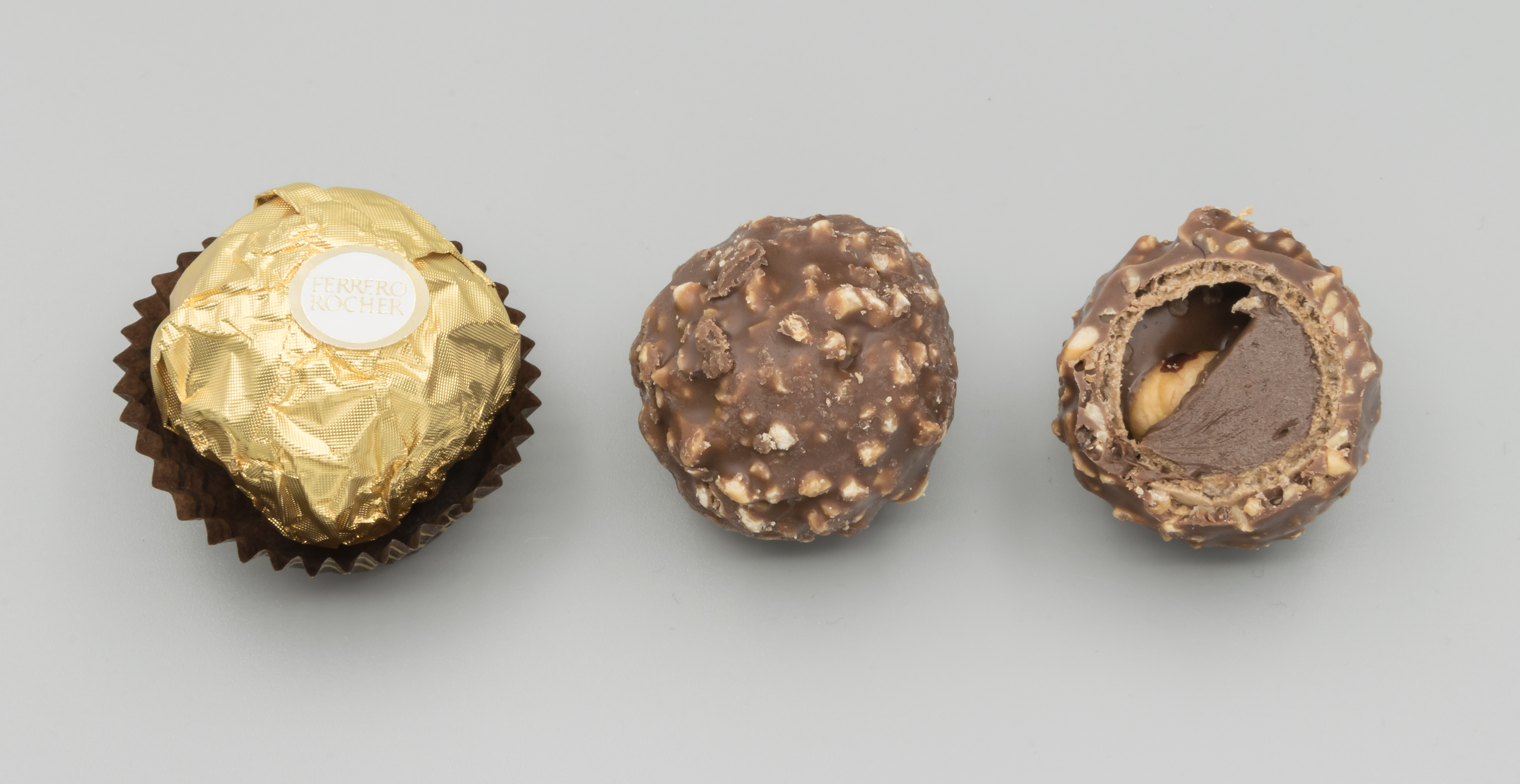
Ferrero Rocher

Ferrero Rocher (frz. für Felsen) ist ein Produkt des Unternehmens Ferrero, das es als „[eine] der beliebtesten und meistverkauften Pralinen weltweit“ bezeichnet. Es kam in Deutschland 1984 auf den Markt. Außerdem wird es in Italien, Frankreich, den USA, im Vereinigten Königreich, Brasilien, Mexiko und anderen Ländern vertrieben.

## Produktinformation
Rocher besteht aus einer kugelförmigen Waffel, die mit einer Nougat-Creme und einer ganzen Haselnuss gefüllt und mit einer Schicht aus Nuss-Stückchen und Schokolade kuvertiert ist.

### Zutaten
Die Zutaten sind:
- Milchschokolade 30 % (Zucker, Kakaobutter, Magermilchpulver, Butterreinfett, Emulgator Lecithine (Soja), Vanillin)
- Haselnüsse (28,5 %)
- Zucker
- Palmöl
- Waffel (Weizenmehl, Süßmolkenpulver, fettarmer Kakao, Emulgator Lecithine (Soja), Backtriebmittel Natriumhydrogenkarbonat, Salz, Vanillin)

### Nährwerte
Nach Angaben des Herstellers enthalten 100 Gramm (entspricht 8 Stück) Ferrero Rocher (Stand 2023):
| Nährwerte                 | pro 100 g                           |
| ------------------------- | ----------------------------------- |
| Physiologischer Brennwert | 2.506 kJ (= 603 kcal)               |
| Fett                      | 42,7 g                              |
| Fett                      | davon gesättigte Fettsäuren: 14,1 g |
| Kohlenhydrate             | 44,4 g                              |
| Kohlenhydrate             | davon Zucker: 39,9 g                |
| Eiweiß                    | 8,2 g                               |
| Salz                      | 0,153 g                             |

## Weitere Produkte unter der Marke
Unter der Marke Ferrero Rocher bietet Ferrero auch Tafelschokolade in verschiedenen Sorten an (Original, Zartbitter, weiße Schokolade).

## Die Ferrero-Sommerpause
Ferrero legt beim Vertrieb von Rocher – wie auch bei anderen Produkten (Mon Chéri, Ferrero Küsschen) – eine Sommerpause ein. Das Produkt wird während einiger Sommermonate nicht verkauft, dem Hersteller zufolge, um Qualitätsverluste durch große Temperaturschwankungen und starke Hitze zu vermeiden. Beginn der Sommerpause ist in der Regel im April. Ab Mitte September wird dann das Ende der künstlichen Verknappung verkündet.
Mit dem Artikel Ferrero Garden brachte Ferrero eine Art Rocher für den Sommer auf den Markt, bei der auf Schokolade verzichtet wird. Dies sollte vor allem den Geschmack von Kunden treffen, die im Sommer weniger Schokolade essen als im Winter. Dieses Produkt wurde nach kurzer Zeit vom Markt genommen.

## Marktplatzierung und Werbung
Obwohl sich Rocher an den Massenmarkt richtet, bemüht sich Ferrero in der Werbung darum, es als ein vor allem in der High Society konsumiertes Produkt darzustellen. Ein Werbespot, in dem ein Botschafter seinen Gästen bei einem Empfang die Rocher-Pralinen serviert, erlangte vor allem im englischen und französischen Sprachraum Bekanntheit. Er wurde von mehreren Komikern parodiert.
Für einen Rocher-Werbespot für den italienischen Markt erhielt der Hollywood-Schauspieler Richard Gere 1999 eine Gage von einer Million US-Dollar. Für den deutschen Markt hat inzwischen Jan Josef Liefers in zwei Spots mitgespielt, zunächst 2009, dann 2011 im Spot „Nicht nötig“.

## Name
Der Name Rocher bezieht sich laut dem Erfinder Michele Ferrero auf die Marienwallfahrtsstätte Rocher de Massabielle im französischen Lourdes.